# Bartovice
Bartovice (früher auch Bartulovice oder Bartultovice, deutsch Bartelsdorf, polnisch Bartowice) ist ein östlicher Stadtteil von Ostrava in Tschechien, östlich der Mündung der Lučina in die Ostravice gelegen.

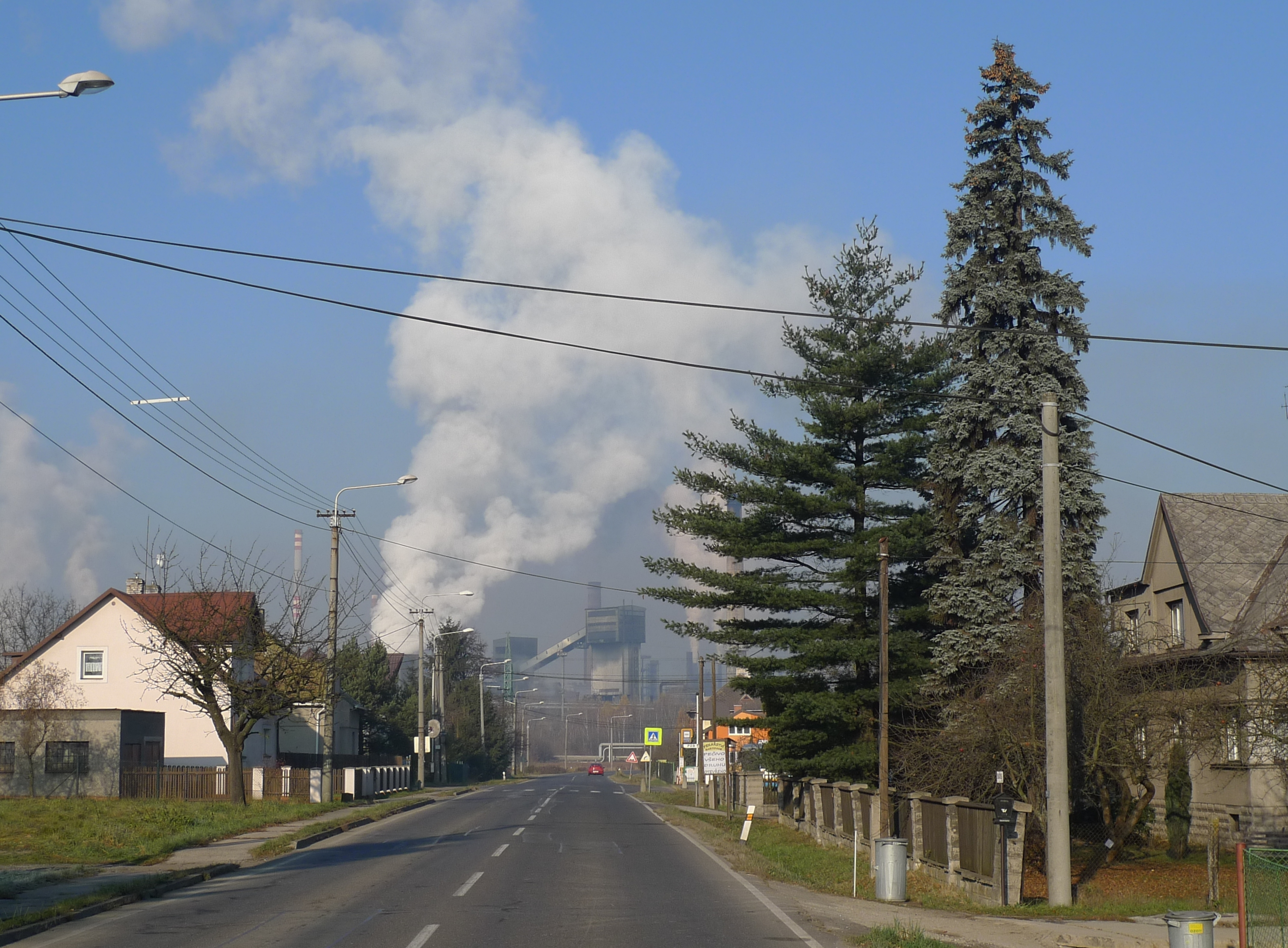
Šenovská-Straße

## Geschichte
Der Ort im 1290 gegründeten Herzogtum Teschen wurde circa 1305 im Liber fundationis episcopatus Vratislaviensis (Zehntregister des Bistums Breslau) unter ungefähr siebzig neuen Dörfern als „Item in Bertoltowitz“ erstmals urkundlich erwähnt. Die Zahl der Hufe war noch nicht im Zehntregister präzisiert. Der Name war identisch mit dem auch im Zehntregister erstmals erwähnten Dorf Bertoltowitz bzw. Biertołtowice/Biertułtowice an der Biala, heute Komorowice, ein Ortsteil von Bielsko-Biała. Beide Namen waren patronymisch vom Personennamen Biertołt/Bartołt/Bartułt (≤ deutsch Berthold) mit typischem westslawischen Suffix -(ow)ice abgeleitet, aber die deutschen Namen sich unterschieden. Zunächst wurde Bartelsdorf bzw. Bertelsdorf an der Ostrawitza im Jahr 1388, nach der Einführung der tschechischen Amtssprache im Königreich Böhmen, sowie um das Jahr 1430 im Herzogtum Teschen bis zum 18. Jahrhundert meistens unter dem slawischen Namen wie Bartoltowice (1508), Bartulowicz[e] (1566), Bartultowicze (1679) erwähnt, während im Jahr 1566 der Name Bertoltowitz bei Bielitz zugunsten des deutschen Betzdorf (später Batzdorf) außer Gebrauch kam. Die durch Haplologie des Themas Bartołt- ≥ Bart- verkürzte Form Bartovice war ab dem 17. Jahrhundert (z. B. na Bartowiczych, 1684) benutzt.
1411 verkaufte Ješek/Jeszek Kornic das Dorf Bartelsdorf an Ondřej/Andrzej von Tworkau und dadurch gehörte es zur Herrschaft von Polnisch Ostrau bis zur Mitte des 17. Jahrhunderts. Bis 1738 gehörte es dann zu Sedlnitzky von Choltitz aber wurde mit Radvanice an die Familie Skrbenští z Hříště, die Besitzer von Šenov verkauft, in deren Besitz bis 1848 blieb.
In der Beschreibung Teschener Schlesiens von Reginald Kneifl im Jahr 1804 war Bartelsdorf, mährisch Bartultowitze ein Dorf der Herrschaft und der Pfarrei Schönhof im Teschner Kreis, am Wasser Luczina und an der Troppauer Straße. Das Dorf hatte 96 Häuser mit 572 Einwohnern schlesisch-mährischer Mundart. Nach der Aufhebung der Patrimonialherrschaften wurde es zu einer Gemeinde in Österreichisch-Schlesien, Gerichtsbezirk Friedek bis 1901 im Bezirk Teschen, dann im Bezirk Friedek. Zu dieser Zeit folgte Industrialisierung in der Umgebung, aber nicht so in Bartelsdorf selbst. Die Zahl der Einwohner stieg bis 1869 auf 1191, dann bis 1880 auf 1350 (1348 mit Anmeldung) und 1910 auf 2062 (2061). Das Dorf blieb überwiegend von tschechischsprachigen (zwischen 99 % in 1880 und 95,8 % in 1900) Römisch-Katholiken (über 90 % in 1900 und 1910) bewohnt, die sich Lachen nannten, aber es gab auch einige Dutzend polnisch- und deutschsprachige Bewohner, über 100 Protestanten und einige Juden.
Nach dem Zusammenbruch Österreich-Ungarns Ende 1918 wurde Bartovice ein Teil der Tschechoslowakei. Ab 1939 im Protektorat Böhmen und Mähren. Im Jahr 1950 hatte das Dorf fast 3000 Einwohner. Bartovice wurde am 1. Januar 1960 nach Ostrava eingemeindet.